# Jerzy Boniecki
Jerzy Boniecki (* 7. Februar 1933 in Łódź; † 5. März 2021 ebenda) war ein polnischer Schwimmer.

## Biografie
Bei den Olympischen Sommerspielen 1952 in Helsinki startete Boniecki im Wettkampf über 200 Meter Rücken, wo er den 31. Rang im Endklassement belegte. Im 4 × 200-m-Freistilstaffelwettkampf wurde Boniecki mit der polnischen Staffel Zwölfter. Er wurde während seiner Karriere 5-mal Polnischer Meister.
Mit seiner Frau Romana leitete er in den 1960er Jahren die Schwimmabteilung von Orła Łódź. Zudem trainierte er junge Schwimmer zwischen 1977 und 1993 im Pałacu Młodzieży und war als Wasserball-Schiedsrichter aktiv.